# Cassibile
Cassibile is een plaats (frazione) in de Italiaanse gemeente Siracusa.